# Gloria Hutt
Gloria de los Ángeles Hutt Hesse (Santiago, 31 de enero de 1955) es una ingeniera civil y política chilena de ascendencia suiza, militante del partido Evolución Política, partido del cual ejerce como presidenta desde octubre de 2022 para el período 2022-2024.
Ejerció como ministra de Transportes y Telecomunicaciones del segundo gobierno de Sebastián Piñera (2018-2022). Anteriormente fue subsecretaria de Transportes durante la primera administración de Piñera (2010-2014). El 7 de mayo de 2023, resultó electa como Consejera Constitucional por la Región Metropolitana, cargo que ocupó desde el 7 de junio y hasta el 7 de noviembre.

## Primeros años de vida
Es la primogénita de Germán Hutt, militar chileno descendiente de inmigrantes suizos, y de Adriana Hesse, dueña de casa. Tiene una hermana, Constanza. Vivió su niñez en San Antonio, ciudad a la que su padre fue asignado, y luego vivió en Santiago.
A los quince años conoció al entonces alumno de la Escuela de Ingenieros del Ejército de Chile, Felipe Cossio Urrutia, teniente apuntado en tres ocasiones como torturador en la Dictadura (de la cual su padre fue ministro), con quién se casó cuando tenía veintidós años, en diciembre de 1976, del cual enviudó en el 2020. Con él procreó a su hija Bernardita, y juntos adoptaron a Teresita y Felipe.
Estudió ingeniería civil en la Pontificia Universidad Católica de Chile (PUC), carrera que durante dos años (1974-1975) estudió en la Universidad de Brasilia, y que luego interrumpió para vivir en Estados Unidos, donde su cónyuge se trató un cáncer testicular. Se tituló de ingeniera de la PUC en 1983, con mención en sistemas de transporte.
Luego se radicó nuevamente junto a su familia en Estados Unidos, país donde estudió administración financiera en la Universidad de Georgetown, y a su regreso a Chile vivió en Arica, donde hizo clases en la Universidad de Tarapacá (1991), trabajó como secretaria ejecutiva del Comité Técnico Pesquero de Arica (1992-1993), e incluso tuvo su propio programa de televisión.

### Trayectoria profesional
Entre 1994 y 1995 trabajó en la industria pesquera de la comuna de San Antonio y fue vicepresidenta del provincial San Antonio de CEMA Chile. Luego trabajó para la consultora internacional Steer Davies Gleave, siendo jefa de la Oficina Chile de la compañía (1997-2008) y directora para América Latina (2008-2010). Tras dejar la Subsecretaría de Transportes, fue socia de Quiz Consultores, especializada en estudios de transporte, y hasta diciembre de 2017 fue asesora del consejo directivo de Turbus.
En transporte público ha realizado múltiples estudios y consultorías en diversas partes del mundo. Destaca su trabajo para proyectos de concesiones en Chile, Perú, Brasil, México y Colombia entre otros países.

## Carrera política

### Subsecretaria de Transportes (2010-2014)

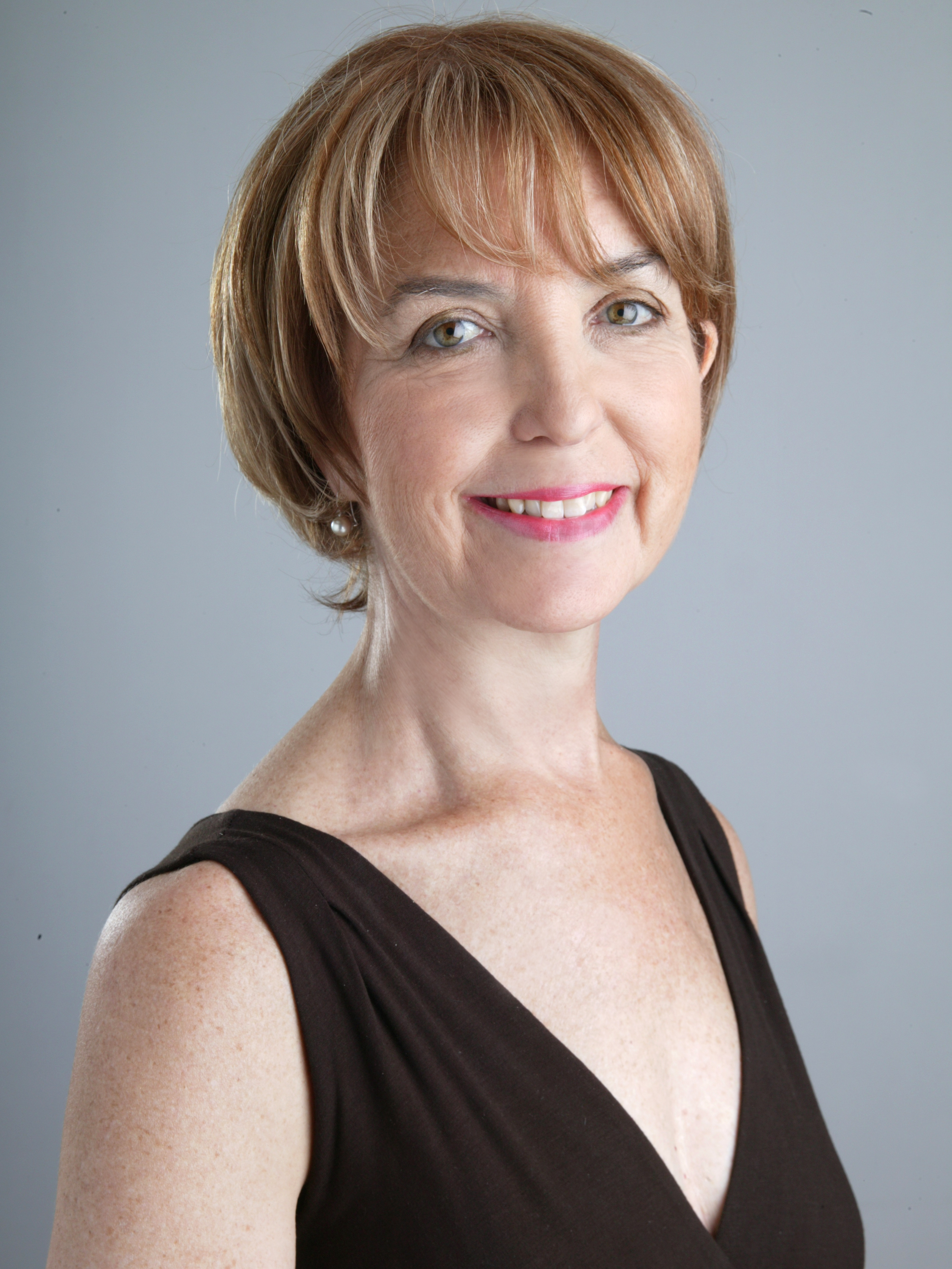
Hutt como Subsecretaria de Transportes durante el Primer gobierno de Sebastián Piñera

En 2010 fue nombrada como subsecretaria de Transportes bajo el primer gobierno del presidente Sebastián Piñera, iniciado el 11 de marzo de ese año. Se mantuvo en el cargo hasta el fin del mandato de Piñera, el 11 de marzo de 2014, siendo la primera mujer en desempeñar dicho cargo.
Es militante de Evópoli, partido del cual fue coordinadora nacional, y es presidenta de la colectividad desde noviembre de 2022, tras ganar en las elecciones internas realizadas.

### Ministra de Transportes y Telecomunicaciones (2018-2022)
El 11 de marzo de 2018 asumió como ministra de Transportes y Telecomunicaciones bajo el marco del segundo gobierno de Sebastián Piñera. Convirtiéndose en la segunda mujer titular de la cartera después de Paola Tapia, en 2017.
En octubre de 2019 el alza en la tarifa del sistema público de transporte de Santiago fue el detonante del llamado estallido social, sin embargo, por ley esta no podía ser derogada. Luego de cuatro días de discusión en el Congreso Nacional se aprobó la rebaja del pasaje de Metro. A pesar de las críticas de su gestión, no fue afectada por el cambio de gabinete que ocurrió el 28 de octubre de 2019 siendo, junto a Andrés Couve (Ministerio de Ciencia, Tecnología, Conocimiento e Innovación) y Hernán Larraín Fernández (Ministerio de Justicia y Derechos Humanos), los únicos ministros de Estado que continuaron en sus cargos desde el inicio del gobierno.
En diciembre de 2021, durante la segunda vuelta de la elección presidencial, fue el centro de críticas luego de que se acusara falta de transporte público para los votantes, viralizándose imágenes de paraderos de la locomoción colectiva llenos y de terminales de buses con estos adentro sin movilizarse. Ante esto, pidió disculpas por el mal funcionamiento del sistema. Días después, Hutt presentó un informe ante la Comisión de Obras Públicas, Transportes y Telecomunicaciones de la Cámara de Diputados, donde detalló los diversos factores que impactaron en los problemas de transporte durante la jornada electoral. 

## Historial electoral

### Elecciones de consejeros constituyentes de 2023
- Elecciones de consejeros constitucionales de 2023, para la Circunscripción 7 (Región Metropolitana[21]

## Premios
- Premio Justicia Acuña Mena del Instituto de Ingenieros de Chile (2010).[22]
- Premio Nacional Colegio de Ingenieros de Chile (2022).[23]

## Nota
1. ↑  Bernardita es hija biológica del matrimonio Hutt-Cossio, mientras que Teresita y Felipe, son adoptivos.